# 박정자 (배우)
박정자(한국 한자: 朴正子, 1942년 3월 12일 ~ )는 대한민국의 배우이다.
신장은 159cm이고 체중은 55kg인 그녀는 1962년 연극배우 첫 데뷔하였으며 강렬하고 열정적이며 지적인 배우라는 평가가 있고, 대한민국예술원 회원 자격을 얻었다.
극단 '자유'의 대표를 지낸 적이 있으며 2013년 현재, 한국연극인복지재단 이사장, 한국문화예술위원회 문화나눔추진단 단장이다.

## 생애
그녀는 1942년 3월 12일 일제 강점기 경성부에서 출생하였고 경기도 김포에서 잠시 유년기를 보낸 적이 있다. 아버지는 양조장을 경영하였고 광복 직후 열병으로 사망하였다. 아버지의 사망 이후 어머니는 서울 용산으로 이사와 직물 공장을 운영하면서 자식 다섯을 키웠다. 1950년 아홉 살 때 연극을 처음 접했다. 진명여자중학교와 진명여자고등학교를 졸업했다. 학창시절부터 연극을 좋아했고 무대에 서는 것을 즐겼다. 오빠는 영화 감독 박상호인데, 박상호도 연극을 했기 때문에 박정자가 연극계에 발을 들이는 일에 가족의 반대는 크게 없었다.
1961년 이화여자대학교 신문학과에 입학하였다. 1962년부터 연극배우 활동을 시작하여 대학 때 세 편의 연극을 했는데, 박정자가 오디션을 통해 들어간 이화여자대학교 극단은 '연극 동아리'나 '학과 연극' 개념이 아니라 '문리대 연극' 개념으로 기성 연극계로부터 실력을 인정받는 곳이었다. 기자가 되려고 신문학과에 입학했으나 대학 3학년때 DBS 동아방송 공채 1기 성우가 되었다. 이후 이화여자대학교 명예 졸업장을 받았다. 성우로 활동하면서 발음 등 연극배우로서의 자질을 키웠다. 성우 일을 하면서 1966년 극단 '자유'의 창단 구성원으로 연극 분야에 본격적으로 발을 들여놓았다.
연극배우 정식 데뷔작은 《악령(惡靈)》이다. 극단 '자유' 소속으로서 출연한 주요 작품으로 《따라지의 향연(饗宴)》·《해녀 뭍에 오르다》·《살인 환상곡》·《마리우스》·《사자(死者)의 훈장》·《슬픈 카페의 노래》·《흑인 창녀를 위한 고백》·《어디서 무엇이 되어 만나랴》·《부부연습》 등이 있으며, 그 외에도 30여 편이 있다.
영화에도 출연한 바 있는데, 1975년에 김기영 감독의《육체의 약속》으로 대종상 여우조연상을 탔고, 1985년에는 정진우 감독의《자녀목》으로 대종상 여우조연상을 수상했다. 그 외에도《아낌없이 주련다》, 《말미잘》, 《과부춤》등에 출연했다.

## 학력
- 진명여자중학교 (졸업)
- 진명여자고등학교 (졸업)
- 이화여자대학교 신문학과 (명예졸업)

## 출연작

### 연극
- 1966년 《악령》

### 영화
- 1972년 《충녀》
- 1977년 《이어도》
- 1978년 《흙》
- 1981년 《반금련》
- 1981년 《만다라》 - 법운의 어머니 역
- 1982년 《낮은 대로 임하소서》 - 어머니 역
- 1985년 《자녀목》 - 노 마님 역
- 1991년 《인어공주》 - 우르슬라 역 (목소리 출연)
- 1993년 《웨스턴 애비뉴》 - 어머니 역
- 2013년 《박수건달》 - 왕 무당 역
- 2016년 《마스터》 - 신 선생 (특별출연)
- 2018년 《허스토리》 - 집장촌 홍 여사 역 (특별출연)
- 2024년 《파묘》 - 박지용의 고모 역 (천만영화)

### TV 드라마
- 1973년 TBC 동양방송 《목도》
- 1974년 TBC 동양방송 《인목대비》
- 1984년 MBC 《MBC 베스트셀러극장 - 11회-세화의 성》
- 1984년 MBC 《MBC 베스트셀러극장 - 26회-완전한 사랑》
- 2025년 tvN 《그놈은 흑염룡》 - 안지숙 역

### 라디오 프로그램
- 2015년 EBS 한국교육방송공사 《EBS 책 읽는 라디오 낭독 시리즈》